# Forte de Santo Antônio Além do Carmo

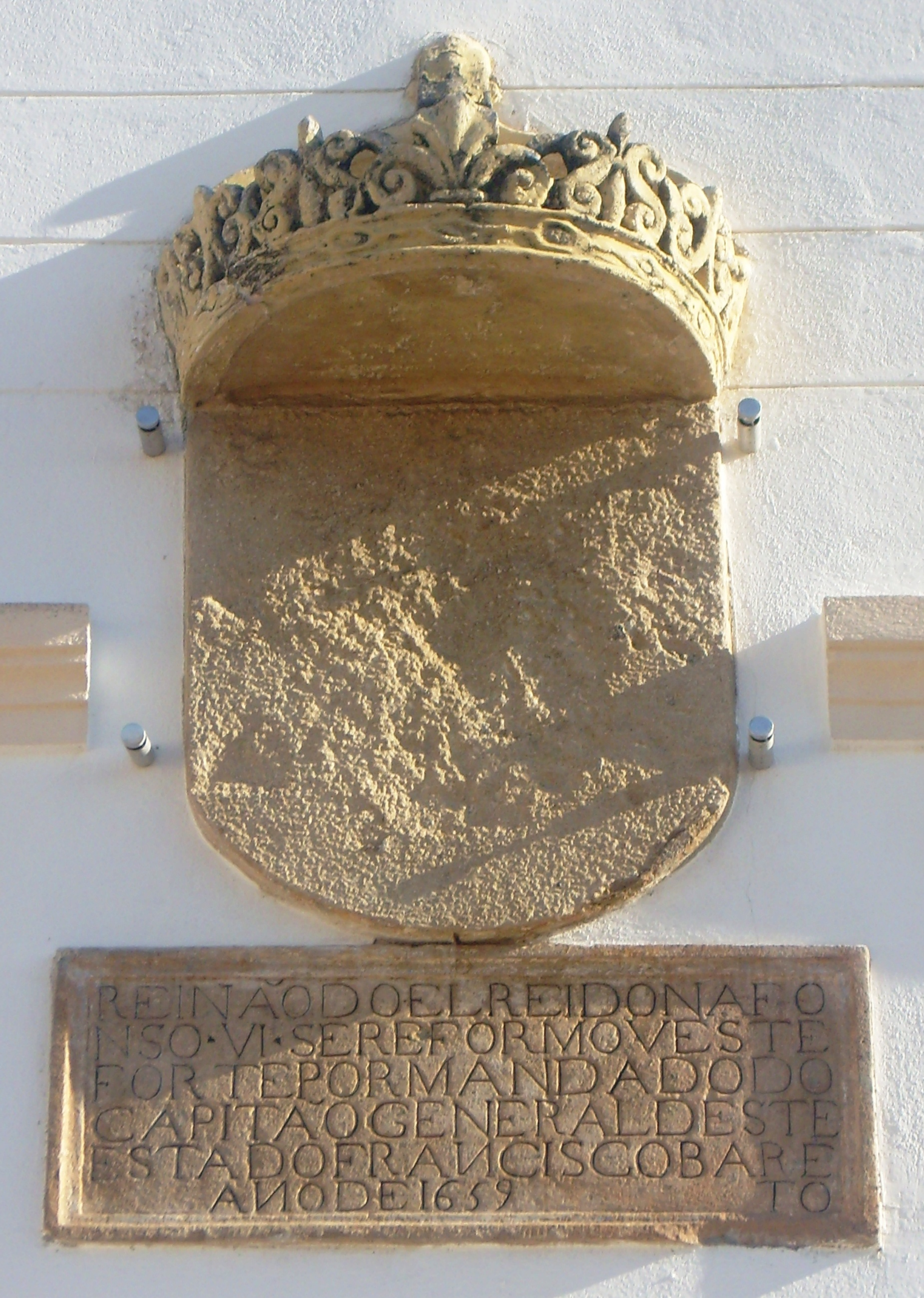
Forte de Santo António Além do Carmo, Salvador: placa epigráfica sobre o portão principal.

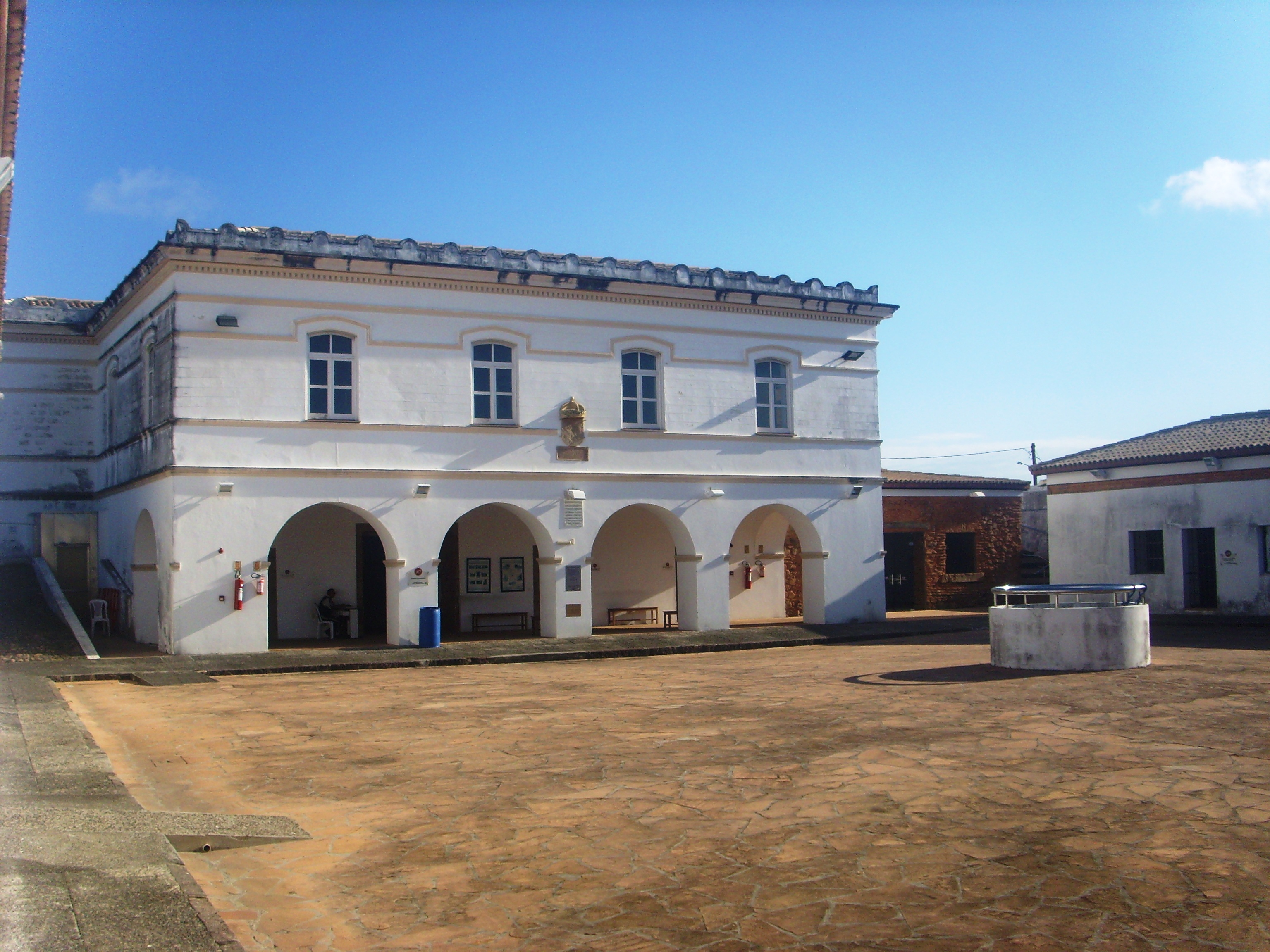
Forte de Além do Carmo: praça de armas.

O Forte de Santo Antônio além do Carmo, conhecido após a recente restauração como Forte da Capoeira, localiza-se na praça Barão do Triunfo (Largo de Santo Antônio), defendendo a entrada Norte da antiga Salvador, no estado da Bahia, no Brasil.

## História

### Antecedentes
Remonta a uma fortificação de campanha que, quanto da primeira das Invasões holandesas do Brasil (1624-1625), deu combate ao invasor.
Posteriormente, quando da pilhagem e incêndio de navios por corsários neerlandeses no porto de Salvador (1627), essa primitiva estrutura foi reparada às pressas.
No contexto da segunda invasão neerlandesa, o governador-geral, Diogo Luís de Oliveira (1626-1635), determinou ao Engenheiro-mor e dirigente das obras de fortificação do Brasil, Francisco de Frias da Mesquita (1603-1634), construir trincheiras no local, denominadas por alguns autores como Baluarte de Santiago, e que, reforçadas às pressas pelas forças do conde de Bagnoli (SOUZA, 1983:171) resistiram ao assalto neerlandês de Abril-Maio de 1638, sob o comando de Maurício de Nassau (1604-1679).
A fortificação foi reformada em 1659, durante o Governo Geral de Francisco Barreto de Menezes (1657-1663) (BARRETTO, 1958:180), conforme placa epigráfica sobre o portão principal, que reza: "Reinando El-Rei Dom Afonso VI se reformou este forte por mandado do Capitão General deste Estado Francisco Barreto. Ano de 1659." (FALCÃO, 1940:37-38)

### A atual fortificação
A estrutura atual foi iniciada em novembro de 1695, no Governo Geral de João de Lencastre (1694-1702), e concluída em 1703, no de D. Rodrigo da Costa (1702-1705). Em posição dominante sobre uma colina, cruzava fogos com o Forte do Barbalho, com o qual cooperava. A iconografia de José António Caldas (Planta e fachada do forte de S. António além do Carmo. in: Cartas topográficas contem as plantas e prospectos das fortalezas que defendem a cidade da Bahia de Todos os Santos e seu recôncavo por mar e terra, c. 1764. Arquivo Histórico Ultramarino, Lisboa), revela planta no formato de um polígono retangular com baluartes pentagonais nos vértices, em estilo Vauban. Ao redor do terrapleno, a coberto das muralhas, dispõem-se edificações de um pavimento abrigando as dependências de serviço (Casa de Comando, Quartel da Tropa, Casa da Palamenta e outras). De acordo com BARRETTO (1958), foi guarnecido por um Capitão e três soldados, e artilhado com dezenove peças, uma de bronze de 16 libras, e dezoito de ferro (treze de calibre 24, duas de 12 e três de 10) (op. cit., p. 181), acredita-se que em meados do século XVIII.

### O século XIX
Em 1813 ocorreu um grande desmoronamento na colina junto ao baluarte Norte (SOUZA, 1983:171).
Segundo GARRIDO (1940), pelo Aviso de 9 de março de 1830 o imóvel foi transferido à jurisdição do Ministério da Justiça (op. cit., p. 90), que ali instalou a Cadeia da Correção: nela estiveram detidos os afro-brasileiros capturados na Revolta dos Malês (1835). Participou da Sabinada (1837).
Foi visitado em 1859 pelo Imperador D. Pedro II (1840-1889), que registrou em seu diário de viagem:
"30 de Outubro - Fui ver as prisões. (...) A 'chamada' Casa de Correção, que existe no forte de Santo Antônio, é sofrível e para uma das prisões desocupadas se mudaram proximamente, como lembrei, os presos das enxovias inferiores do Aljube. O registro está atrasado, mas o carcereiro desculpa-se com a doença do pai, a quem sucedeu, e muito trabalho, parecendo-me vivo." (PEDRO II, 2003:170-171)
No contexto da Questão Christie (1862-1865), o Relatório do Estado das Fortalezas da Bahia ao Presidente da Província, datado de 3 de agosto de 1863, dá-o como inútil para a sua finalidade defensiva, estando sendo utilizado como prisão civil (ROHAN, 1896:51), citando:
"Está assentada na borda O da montanha em que repousa a parte alta desta Cidade, ao lado S do largo de Santo Antônio Além do Carmo, apresentando ao mar a face esquerda da entrada.
É um retângulo abaluartado irregular, à barbeta e com um plano de fogo de 1.900 palmos. Tem algumas ruínas, o fosso da entrada entulhado e os mais arrendados a particular, que os aproveita com plantações diversas.
Está transformada atualmente em prisão de condenados. Seus edifícios exigem reparações e geral caiadura." (op. cit., p. 61)

### O século XX

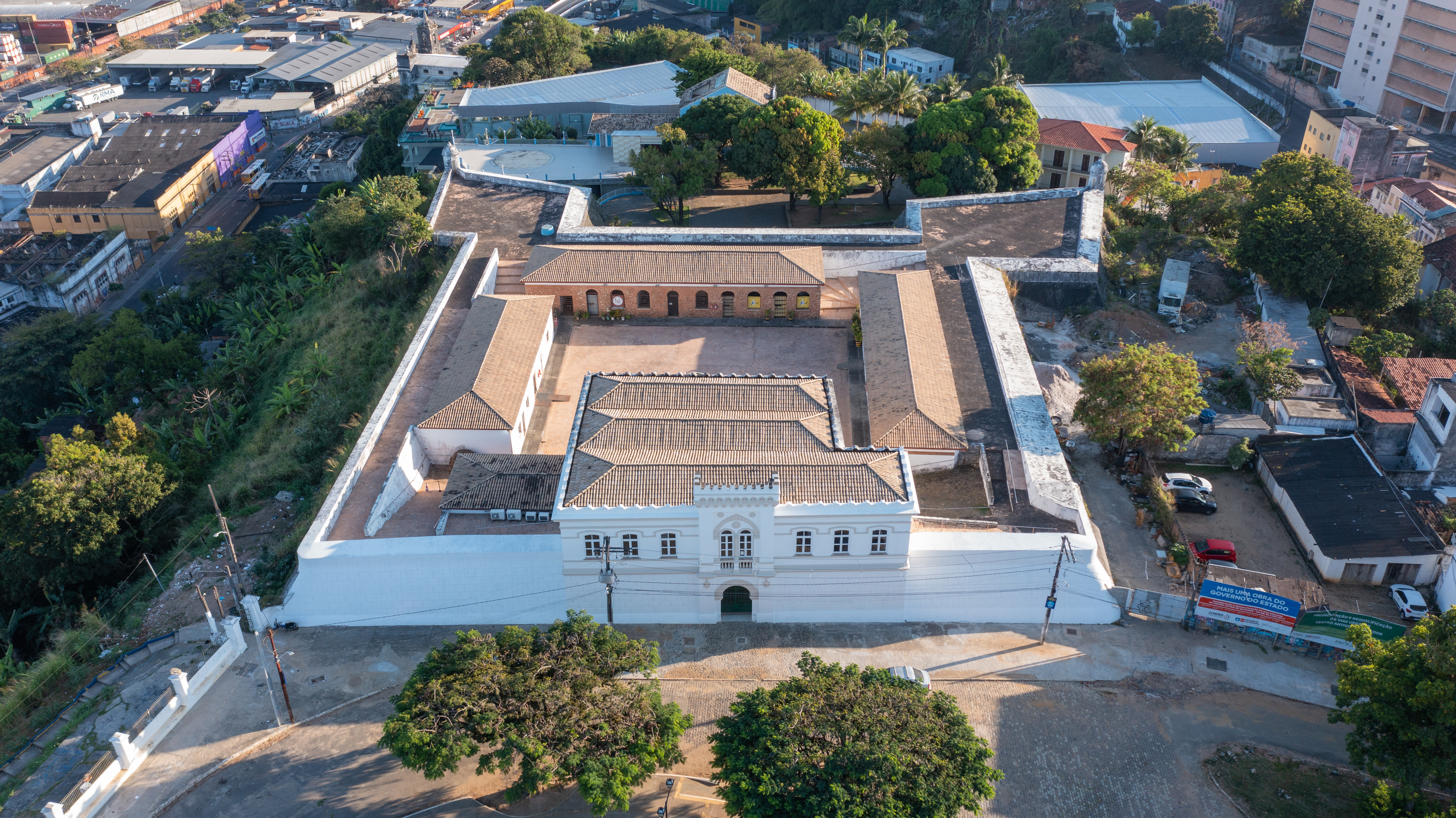
Vista aérea.

Foi descaracterizado na década de 1920 pela construção de um frontispício neogótico que cobriu a antiga portada e avançou sobre o plano da cortina primitiva, além da construção de pavimentos em concreto e a destruição do terrapleno (SOUZA, 1983:171-172). BARRETTO (1958) informa que, à época (1958), abrigava a Casa de Detenção (op. cit, p. 181), o que também contribuiu com interferências que aumentaram a descaracterização do monumento. Tendo recebido presos políticos durante o Regime Militar, a Casa de Detenção foi desativada em 1976.
No início de 1979, as instalações do forte foram ocupadas pelo Bloco Carnavalesco "Os Lord´s".
Tombado pelo Instituto do Patrimônio Histórico e Artístico Nacional (IPHAN) desde 1981, ainda nesse ano passou por uma reforma para abrigar o Centro de Cultura Popular. A implantação deste contou com o apoio do Instituto do Patrimônio Artístico e Cultural do Estado da Bahia (IPAC), da Fundação Cultural do Estado da Bahia (FUNCEB) e da Prefeitura Municipal de Salvador. No período de 1982 a 1988, o Bloco Afro Ilê Aiyê realizou os seus ensaios no terrapleno da fortificação. Em 1990, as atividades do Centro de Cultura Popular foram praticamente desativadas, tendo permanecido no local apenas duas escolas de Capoeira, o Centro Esportivo de Capoeira Angola, de Mestre Pastinha, e o Grupo de Capoeira Angola Pelourinho, de Mestre Moraes.
As instalações do forte chegaram a ser ocupadas por população marginalizada, inclusive para fins de contravenção. Com isso, o monumento ficou em estado de ruína.

### O projeto "Forte da Capoeira"
Em 1997, visando recuperar e reformar a estrutura física do imóvel, permitindo que nele se desenvolvessem atividades artísticas e culturais que garantissem a sua utilização e preservação, o Ministério da Cultura e o Governo do Estado, através do IPAC, iniciou estudos que levaram à elaboração de projeto de restauro, a cargo da arquiteta Etelvina Rebouças. Essa elaboração foi financiada pelo Programa de Desenvolvimento do Turismo (PRODETUR I), com recursos do Banco Interamericano de Desenvolvimento (BID), e o custo das obras, previstas para serem executadas em doze meses, estava estimado de 2,5 a 3 milhões de Reais. Aguardava-se, entre fins de 2004 e início de 2005, a aprovação final pelo IPHAN, definindo os critérios para que as mesmas pudessem ser licitadas. A Companhia de Desenvolvimento Urbano (CONDER), que acompanhou o processo desde o início, deveria ser o órgão executor da reforma, já tendo inclusive providenciando pequenos reparos no imóvel, enquanto não se iniciam as obras. Outros recursos para a intervenção deviam ser captados, prevendo-se a possibilidade de terem como origem a segunda etapa do PRODETUR II.
O tema que garantiu a identidade cultural e a auto-sustentação do forte foi a Capoeira, uma vez que as suas instalações vinham sendo utilizadas desde 1981 pela Academia de João Pequeno, discípulo de Mestre Pastinha. Posteriormente, o segundo pavimento passou a ser utilizado pelo Grupo de Capoeira de Angola Pelourinho (GCAP), de Mestre Moraes.
Graças à ONG Associação Brasileira de Preservação da Capoeira - Forte da Capoeira, com o apoio do Governo do Estado, através da Secretaria da Cultura e Turismo (SCT), é que foram disponibilizados os recursos para a recuperação e restauro do monumento, sob a coordenação das arquitetas Vivian Lene e Luciana Guerra. No local foram implantados um pátio para atividades coletivas com cerca de 800 metros quadrados, um memorial alusivo aos grandes mestres da capoeira baiana (com objetos pessoais, bibliografia, fotos e vídeos) e seis salas de aula para a prática da capoeira. A estes somam-se ainda espaços para videoteca, biblioteca, oficina de fabricação de berimbaus, caxixis e pandeiros, e jardim. Complementarmente, os capoeiristas contam com um anexo, composto de duas áreas externas de recreação, quadra poliesportiva e parque infantil, utilizados como espaços de lazer pela comunidade do local e de bairros vizinhos.
Após a conclusão das obras de reforma em fins de 2006, o forte foi reaberto como Forte da Capoeira – Centro de Referência, Pesquisa e Memória da Capoeira da Bahia, instituição que tem por objetivo preservar e promover a Capoeira.
Desde 5 de novembro de 2007, com o novo governo estadual, o forte passou a ter uma nova gestão, através do IPAC e do Governo do Estado da Bahia.

## Detentos ilustres
Através dos séculos muitas personalidades estiveram detidas no forte, entre as quais:
- Sebastião de Castro Caldas, capitão general da Capitania de Pernambuco (1711);
- José Correa de Castro, ex-governador de São Tomé e Príncipe (1713);
- Luís Lopes Pegado Serpa, procurador-mor da Fazenda Real do Estado do Brasil (1820);
- José Inácio de Abreu e Lima, futuro general do Exército de Simon Bolívar (1817).